# Münzen der Nördlichen Marianen
Die Münzen der Nördlichen Marianen sind als gesetzliches Zahlungsmittel der Nördlichen Marianen beworbene Pseudomünzen, die in den Jahren 2004 und 2005 von dem US-amerikanischen Unternehmen National Collector’s Mint aus Westchester County in New York für den Sammlermarkt hergestellt wurden. Die Produkte gerieten wegen unwahrer oder nicht belegbarer werblicher Aussagen des Herausgebers wiederholt in die Kritik. Der Vertrieb des Freedom Tower Silver Dollar, mit dem von den Terroranschlägen am 11. September 2001 profitiert werden sollte, wurde durch einen Gerichtsbeschluss untersagt.
Numismatisch werden die Produkte nicht als Münzen, sondern als Medaillen oder geldgeschichtlich unbedeutende Pseudomünzen angesehen. Entsprechend werden sie in den Münzkatalogen nicht erwähnt, aber in Zusammenstellungen von Fantasieprodukten mit münzähnlichem Aussehen aufgeführt. Gleichwohl werden sie intensiv als Münzen beworben und an arglose Münzsammler verkauft. Der Verkaufspreis übersteigt den Materialwert um ein Vielfaches.

## Rechtslage
Die Nördlichen Marianen, mit vollständigem Namen Commonwealth der Nördlichen Marianen (englisch Commonwealth of the Northern Mariana Islands), ein Teilgebiet der Inselgruppe der Marianen, sind ein nichtinkorporiertes Außengebiet der Vereinigten Staaten im Pazifischen Ozean. Die Währung des Gebiets ist der US-Dollar. Die Nördlichen Marianen sind nicht zur Ausgabe von Münzen oder zur Vergabe von Lizenzen für die Ausgabe von Münzen berechtigt.

## Herausgeber
Die „Münzen“ der Nördlichen Marianen wurden von der 1991 gegründeten National Collector’s Mint aus Westchester County im Bundesstaat New York herausgegeben. Gründer und Inhaber des Unternehmens ist Avram C. Freedberg, der zuvor als Theaterproduzent und im Vertrieb pornografischer Videos und Zeitschriften tätig war. Stellvertretende Vorsitzende des Aufsichtsrats sind Barry Goldwater junior und Bay Buchanan.

## Ausgaben (Beispiele)

### Freedom Silver Dollar und Freedom Tower Gold Coin
Die Ausgabe des Freedom Silver Dollar und der Freedom Tower Gold Coin als zwei der ersten „Münzen“ der National Collector’s Mint wurde aus verschiedenen Gründen kritisiert. Zunächst belangte der Attorney General des Bundesstaats New York, Eliot Spitzer, das Unternehmen wegen irreführender Werbung, weil das Commonwealth of the Northern Marianas keine Münzhoheit hat, und es sich bei den Produkten entgegen den werblichen Aussagen nicht um ein gesetzliches Zahlungsmittel handelt. Darüber hinaus wurden die „Münzen“ damit beworben, dass sie „mit“ Silber und Gold aus den Tresoren der bei den Terroranschlägen am 11. September 2001 eingestürzten Türme des World Trade Center hergestellt wurden. Dabei wurde der Eindruck erweckt, die „Münzen“ bestünden ganz oder zu einem erheblichen Teil „aus“ solchem Material. Tatsächlich wurden nur wenige Gramm solcher Edelmetalle für die ganze Auflage verwendet, um die Werbeaussage zu erfüllen. Im Zusammenhang mit Herausgabe und Vertrieb des Freedom Silver Dollar wurde die National Collector's Mint von einem New Yorker Gericht zur Zahlung von Geldstrafen in Höhe von 370.000 US-Dollar verurteilt. Die Geschäftspraktiken des Unternehmens wurden von Verbraucherschützern als 9/11 Freedom Towers Münzbetrug bezeichnet. Obgleich der Gouverneur der Nördlichen Marianen bereits 110.000 US-Dollar als Anteil an den Erlösen erhalten hatte, musste die National Collector’s Mint den Kunden den Kaufpreis erstatten. Zudem kündigte der Gouverneur der Northern Marianas wegen der negativen Publizität die Verträge über die Ausgabe von Münzen.

### Andere vorgebliche Münzen
Die „Münzen“ der Nördlichen Marianen zeichnen sich durch die Wahl von Ausgabeanlässen und eine Gestaltung aus, die den Interessen von Münzsammlern entgegen kommt. Ein Bezug zum vorgeblichen Ausgabeland und seiner Kultur ist nicht vorhanden. Die Gestaltung ist häufig im Vergleich zu Münzen, die als Zahlungsmittel oder Anlagemetall dienen sollen, eher ungewöhnlich. Beispiele sind rechteckige „Münzen“, mit Glaselementen des Herstellers D. Swarovski verzierte Stücke, aufgebrachte Hologramme und ganz allgemein die Verwendung edler Metalle in geringen Mengen, die in einem deutlichen Missverhältnis zum verlangten Kaufpreis stehen.
| „Münzen“ der Nördlichen Marianen | „Münzen“ der Nördlichen Marianen | „Münzen“ der Nördlichen Marianen | „Münzen“ der Nördlichen Marianen | „Münzen“ der Nördlichen Marianen | „Münzen“ der Nördlichen Marianen | „Münzen“ der Nördlichen Marianen |
| Anlass / Motiv                   | Jahr                             | Nennwert                         | Motiv | Material                         | Durchmesser                      | Gewicht                          |
| -------------------------------- | -------------------------------- | -------------------------------- | --- | -------------------------------- | -------------------------------- | -------------------------------- |
| 1933 Double Eagle                | 2004                             | 20 Dollars                       | Originalgetreue Nachbildung des 1933er Double Eagle der Vereinigten Staaten, unterhalb des Schriftzugs „IN GOD WE TRUST“ das Siegel der Nördlichen Marianen. Nach einer Auseinandersetzung um die Rechtmäßigkeit der Ausgabe wurde die „Münze“ mit dem Schriftzug „COPY“ am Bauch des Adlers neu ausgegeben | Silber, vergoldet                | 39 mm                            | 31,1 g                           |
| Albert Einstein                  | 2004                             | 5 Dollars                        | Avers: Kopfbild Albert Einsteins nach halbrechts, Umschrift „ALBERT EINSTEIN 1879 - 1955“, am Unterrand die Jahreszahl „2004“. Revers: ein Adler mit ausgebreiteten Schwingen, darüber ein Wappen, ähnlich dem der Nördlichen Marianen, und die Umschrift „COMMONWEALTH OF THE NORTHERN MARIANA ISLANDS“, unten die Angabe des Nennwerts „5 DOLLARS“ | Gold                             | 13,92 mm                         | 1,24 g                           |
| Freedom Tower Silver Dollar      | 2004                             | 1 Dollar                         | Avers: Skyline von New York City mit der Freiheitsstatue und dem World Trade Center, Unterschrift „WE WILL NEVER FORGET“, rechts daneben „DC“ für den Entwerfer Daniel Carr, ganz unten Siegel der Nördlichen Marianen. Oben „ONE DOLLAR“. Revers: Skyline von New York City mit Freiheitsstatue und One World Trade Center (bis März 2009 Freedom Tower), rechts daneben „IN GOD WE TRUST“, Unterschrift „FREEDOM TOWER / 4 JULY, 2004“                                                                               | Bronze, versilbert               | 38 mm                            | 28,35 g                          |
| Freedom Tower Gold Coin          | 2004                             | 50 Dollars                       | wie der Freedom Tower Silver Dollar, aber mit der Wertangabe „50 DOLLARS“ | Gold 999,9                       | 19 mm                            | 7,78 g                           |
| Horst Köhler                     | 2004                             | 5 Dollars                        | Avers: Horst Köhler im Profil nach rechts, umgeben von vier Zeilen innerer Umschrift. Äußere Umschrift „BUNDESPRÄSIDENT HORST KÖHLER“. Revers: ein Adler mit ausgebreiteten Schwingen, darüber ein Wappen, ähnlich dem der Nördlichen Marianen, und die Umschrift „COMMONWEALTH OF THE NORTHERN MARIANA ISLANDS“, unten die Angabe des Nennwerts „5 DOLLARS“ | Gold                             | 13,92 mm                         | 1,24 g                           |
| Johannes Paul II.                | 2005                             | 5 Dollars                        | Avers: Papst Johannes Paul II. frontal als golden hervorgehobene Halbfigur mit Mitra und der Ferula in der Linken, die Rechte zum Segen erhoben. Rechts neben ihm ein Kreuz aus blauen Swarovski-Kristallen und der Jahreszahl „2005“. Revers: ein Adler mit ausgebreiteten Schwingen, darüber ein Wappen, ähnlich dem der Nördlichen Marianen, und die Umschrift „COMMONWEALTH OF THE NORTHERN MARIANA ISLANDS“, unten die Angabe des Nennwerts „5 DOLLARS“                                                           | Sterlingsilber                   |                                  | 31,1 g                           |
| Otto von Bayern                  | 2005                             | 5 Dollars                        | Avers: Otto von Bayern im Profil nach links, Umschrift „OTTO KOENIG VON BAYERN“, unten die Jahreszahl „2005“. Revers: ein Adler mit ausgebreiteten Schwingen, darüber ein Wappen, ähnlich dem der Nördlichen Marianen, und die Umschrift „COMMONWEALTH OF THE NORTHERN MARIANA ISLANDS“, unten die Angabe des Nennwerts „5 DOLLARS“ | Gold                             | 13,92 mm                         | 1,24 g                           |
| Weltjugendtag 2005               | 2005                             | 5 Dollars                        | Avers: Kölner Dom von Nordosten, darüber ein Komet von rechts, innere Umschrift „XX GIORNATA MONDIALE DELLA GIOVENTU“, äußere Umschrift oben ein Sternenkranz und unten „CITTA DEL VATICANO“. Insgesamt eine verkleinerte Nachbildung der 2-Euro-Gedenkmünze der Vatikanstadt aus dem Jahr 2005. Revers: ein Adler mit ausgebreiteten Schwingen, darüber ein Wappen, ähnlich dem der Nördlichen Marianen, und die Umschrift „COMMONWEALTH OF THE NORTHERN MARIANA ISLANDS“, unten die Angabe des Nennwerts „5 DOLLARS“ | Gold                             | 13,92 mm                         | 1,24 g                           |
| Wilhelm II.                      | 2005                             | 5 Dollars                        | Avers: Kaiser Wilhelm II. im Profil nach rechts, Umschrift „WILHELM II DEUTSCHER KAISER KOENIG VON PREUSSEN“, unten die Jahreszahl „1899“; links und rechts „20“ und „05“. Revers: ein Adler mit ausgebreiteten Schwingen, darüber ein Wappen, ähnlich dem der Nördlichen Marianen, und die Umschrift „COMMONWEALTH OF THE NORTHERN MARIANA ISLANDS“, unten die Angabe des Nennwerts „5 DOLLARS“ | Gold                             | 13,92 mm                         | 1,24 g                           |